# Jacques Lybaert
Jacques Lybaert (Brugge, 20 maart 1750 - 22 februari 1834), ook Liebaert, was in Brugge een van de notabelen tijdens de revolutiejaren op het einde van de achttiende eeuw.

## Levensloop
Jacques Lybaert was een zoon van Jan Lybaert en Marie-Anne Van Neste. Hij nam het beroep aan van ontvanger. Hij waagde zich weinig aan politieke activiteiten.
In 1785 kocht hij het herenhuis De Valk in de Cordoeaniersstraat en woonde er met zijn gezin tot aan zijn dood.
Tijdens de laatste bestuursorganisatie die door de Oostenrijkers werd georganiseerd, in januari 1793, werd hij tot schepen van Brugge benoemd. Hij weigerde dit mandaat te aanvaarden.
Hij liet zich toen wel verleiden door de revolutie-ideeën. In november 1792 werd hij lid van de Société Littéraire in een periode waarin ze naar die ideeën evolueerde en kort daarop werd hij lid van de zogenaamde 'Jacobijnse Club'. Samen met een paar kameraden trok hij naar dorpen rond Brugge om er afzonderlijke jacobijnse clubs op te richten.
In de Franse tijd hield hij zich op de achtergrond en sloeg uitnodigingen af om een politieke rol te spelen. Hij aanvaardde hoogstens lid te zijn van de electorale raad van het departement. Hij gebruikte zijn tijd vooral voor het verbeteren van zijn materiële toestand, door het aankopen van nationale goederen. Hij werd een van de belangrijkste West-Vlaamse opkopers van dergelijke goederen en behoorde in het Leiedepartement tot de dertig hoogst belaste inwoners. Zijn bescheiden opstelling vermeed niet dat hij, na de nederlaag van Napoleon in Waterloo, door het gepeupel in het vizier werd genomen en zijn woning geplunderd werd omdat hij beschouwd werd als een aanhanger van de keizer.
In 1816 liet hij zich dan toch overtuigen om lid te worden van een overheidsorganisme, de Provinciale Staten. 
In 1829 nam hij deel aan het 'Constitutioneel Banket', dat het eerste Brugse signaal was van kritiek op Willem I der Nederlanden vanwege de notabelen. Dit belette niet dat hij tijdens de revolutiedagen van 1830 opnieuw het slachtoffer werd van plunderingen. Nu was het wellicht niet zozeer hijzelf (hij was toen tachtig), maar zijn inwonende schoonzoon Luc Hermans-Lybaert die werd geviseerd.

## Huwelijken en nageslacht
Jacques Lybaert trouwde driemaal:
- In januari 1781 trouwde hij met Marie Van Severen (27 oktober 1753 - 27 december 1781), dochter van Laurent van Severen (1713-1800) en Isabelle Saelens (1716-1775), die een doodgeboren zoontje baarde, alvorens in het kinderbed te sterven.
- In 1786 trouwde hij met Thérèse-Françoise van Outryve (1765-1795). Ze bracht twee zoons ter wereld, Jacques-Pierre in 1787 en Jean-Jacques in 1789, die beiden vroeg stierven. Ze was de dochter van Pierre-Jacques van Outryve (1728-1810), brouwer en Sire van de Sint-Sebastiaansgilde.
- In 1797 (Jaar VI) trouwde hij met de twintig jaar jongere Marie-Anne de Pau (28 september 1774 – 14 juni 1823). Zij gaf het leven aan Auguste Lybaert (30 oktober 1798 – Elsene, 10 april 1875), die vanaf minstens 1840 in Elsene woonde, en trouwde met Sylvie Delcambe. Weduwnaar geworden, hertrouwde hij in 1843 met Idalie de T'Serclaes (1820-1891), dochter van baron Aimé-Louis de T'Serclaes-Wommersom (1788-1873) en van Florence van der Gote (1795-1864). Er werd bij Marie-Anne de Pau ook nog een dochter geboren, Sophie Lybaert (11 juli 1802 - 21 mei 1886), die trouwde met Luc Hermans.